# Liste asiatischer Fernsehsender in Europa
Die Liste asiatischer Fernsehsender in Europa enthält Fernsehsender aus Asien bzw. mit asiatischer Zielgruppe, die in Europa per Satellit, im Kabelfernsehen oder terrestrisch (DVB-T und analog) empfangbar sind.

## Struktur dieser Liste
Da viele asiatische Sender in Europa ansässig sind, erfolgt die Einordnung nach Zielgruppenherkunft. Erste Bemerkungen stehen zwecks schneller Übersicht direkt beim jeweiligen Fernsehsender.
Die Satellitenfrequenzen und Angaben zum Kabelempfang sind im Bereich Empfangsdaten zu finden.

## Vorderasien

### Armenien
- PUBLIC TV OF ARMENIA – empfangbar auf Eutelsat W1 (10° OST) und Eutelsat Hot Bird (13° OST), armenischsprachig

### Georgien
- Georgischer Rundfunk – Sender aus Tiflis (Georgien)
- Rustawi 2 – Sender aus Tiflis
- ADJARA TV
  - sendet Spielfilme, Nachrichten, Musikshows aus Batumi, Adscharien, Georgien
  - in georgischer und russischer Sprache (Satelliten: Hotbird u. a.)

### Aserbaidschan
- LIDER TV  – Aserbaidschanisch, Russisch
- AzTV – Aserbaidschanisch

### Irak
- Al Baghdadiyah TV – Privatsender mit Sitz in Kairo, Ägypten, hauptsächlich Musik, sowie arabische Serien und Filme
- Al Fayhaa
- Al-Iraqia – Staatlicher Fernsehsender
- Al Sharqiya
- ISHTAR TV – Mesopotamischer (assyrischer) Fernsehsender

### Israel
- TIN (The Israeli Network) – Politik, Unterhaltung, Kinderprogramm auf Hebräisch (kostenpflichtig)
- Jewish News One – Politik, Nachrichten

### Jemen
- Jemen TV – gemeinsamer Fernsehsender des Jemen

### Katar
- Al Jazeera (auch: Al-Dschasira)
  - überregionaler Nachrichtensender, politische Diskussionsrunden, war oft erste Anlaufstelle für anonym überbrachte Al-Qaida-Bekennervideos
  - gilt als unabhängigster und objektiver arabischer Nachrichtenkanal, Sitz in Katar, jedoch bisher nicht von Zensur betroffen
  - übernahm viele Korrespondenten des BBC Arabic Service, nachdem dieser wegen Zensurkonflikten aufgelöst wurde
  - war in Europa zuerst 1996 auf der Eutelsat-W2 Position analog empfangbar, heute weltweit auf zahlreichen Satelliten (Astra, Hotbird)
  - auch in vielen Kabelnetzen, wie Kabel Baden-Württemberg, kleinen lokalen Netzen, britischen Kabelnetzen, u. a. empfangbar
- Al Jazeera International – englischsprachige Version des Nachrichtenkanals Al Jazeera
- Al Jazeera Live – ständiges Live-Programm des Nachrichtenkanals Al Jazeera
- Al Jazeera Sports – Tochterkanal des Nachrichtenkanals Al Jazeera, Sport
- Al Jazeera Children – Tochterkanal des Nachrichtenkanals Al Jazeera, für Kinder
- Qatar TV – Unterhaltungssender

### Kurdistan
- Kurdistan TV – Kurdischer Fernsehsender mit Sitz in Erbil, Symbolrate: 27 500 Bd, Frequenz: 11 137 MHz, Polarisation: H
- KurdSat – Kurdischer Fernsehsender mit Sitz in Silemani, Symbolrate: 27 500 Bd, Frequenz: 12 207 MHz, Polarisation: H
- Roj TV – Kurdischer Fernsehsender mit Sitz in Kopenhagen, Symbolrate: 27 500 Bd, Frequenz: 12 476 MHz, Polarisation: H
- MMC – Mezopotamia Music Channel – Kurdischer Fernsehsender, Symbolrate: 27 500 Bd, Frequenz: 12 476 MHz, Polarisation: H
- Zagros TV – Kurdischer Fernsehsender, Symbolrate: 27 500 Bd, Frequenz: 11 727 MHz, Polarisation: V
- Gali Kurdistan – Kurdischer Fernsehsender, Symbolrate: 27 500 Bd, Frequenz: 10 971 MHz, Polarisation: H
- Newroz TV – Kurdischer Fernsehsender, Symbolrate: 27 500 Bd, Frequenz: 11 220,7 MHz, Polarisation: H
- Komala – Kurdischer Fernsehsender, Symbolrate: 27 500 Bd, Frequenz: 12 476 MHz, Polarisation: H
- Rojhelat – Kurdischer Fernsehsender, Symbolrate: 27 500 Bd, Frequenz: 12 207 MHz, Polarisation: H

### Palästina
- PSCTV (Palestinian Satellite Channel) – Fernsehsender der palästinensischen Autonomiebehörde aus dem Gaza-Streifen

### Türkei
Seit kurzem sind nahezu alle türkischen Kanäle über verschiedene Satelliten auch in Mitteleuropa empfangbar. Über Eutelsat W1 sind diverse Fernsehprogramme der TRT-Senderkette zu empfangen. Die meisten Kanäle findet man auf Türksat 1C und Türksat 2A.
- ATV
- Kanal D
- Kanal 5
- Cine 5
- CNN Türk – türkische Version des US-Nachrichtensenders CNN
- Kral TV – türkische Musik, überwiegend Videos und Shows
- Show TV – Unterhaltungskanal, in allen großen deutschen Kabelnetzen empfangbar
- TGRT Haber
- TMB TV – Musikvideosender, der – neben türkischer Popmusik – auch auf Musik aus turksprachigen Staaten, Balkanstaaten und bestimmten russischen Teilrepubliken spezialisiert ist
- Türkiye Radyo ve Televizyon Kurumu (TRT)
  - TRT 1 und TRT 3 – Unterhaltung, Nachrichten
  - TRT 4 – Bildung, Musik
  - TRT 2 – Kulturelles
  - TRT int – staatlicher Auslandssender der Türkei
    - plant deutschsprachigen Programmteil, teils synchronisiert und teils mit deutschen Untertiteln
    - in nahezu allen deutschen Kabelnetzen und über mehrere Satelliten empfangbar* TRT Gap

  - TRT Türk
  - TRT Avaz
  - TRT Şeş
  - TRT Arabia

### Vereinigte Arabische Emirate (auch: UAE)
- die Vereinigten Arabischen Emirate und Saudi-Arabien sind die Länder mit den meisten in Europa empfangbaren arabischen Fernsehsendern
- Abu Dhabi TV – Sender des Emirates Abu Dhabi, Nachrichten, Infos u. a.
- Abu Dhabi TV Europe – Fenster für in Europa lebende arabische Menschen
- Al-Arabiya – überregionaler 24-Stunden-Nachrichtenkanal
  - wurde als Gegengewicht zum Sender Al Jazeera ins Leben gerufen, um einen überregionaler arabischen Sender zu haben, der den arabischen Regierungen näher steht
  - wird unter anderem aus dem Libanon und insbesondere aus Saudi-Arabien finanziert, Sitz des Senders ist das Emirat Dubai
- Dubai TV – Sender des Emirates Dubai
  - Unterhaltung, Serien, Nachrichten, arabische Version der Versteckten Kamera und traditionelle Musiksendungen
  - war als erster Fernsehsender der VAE in Europa empfangbar
- Sharjah TV – Sender des Emirates Schardscha

## Zentral- & Südasien

### Kasachstan
- Jibek Joly TV
  - Infos, Nachrichten, Unterhaltung aus Kasachstan und den GUS-Staaten
  - auf Englisch, Kasachisch und Russisch

### Iran
- Al-Alam – ein staatlicher Auslands-Nachrichtensender in arabischer Sprache
- ICC Iranian Cinema Chanel
- IranNTV Simaye Azadi Iran National TV
- IRIB 1, 2 und 3 (Islamic Republic of Iran Broadcasting) oder auch Jaam-e-Jam TV Network 1, 2 und 3 – an das Ausland gerichtete staatliche Fernsehprogramme des Iran. Sie senden ein allgemeines Unterhaltungsprogramm auf Persisch. Einige Sendungen werden auch mit englischer Tonspur oder englischer Untertitelung angeboten. IRIB 1 richtet seine Sendezeiten nach dem europäischen Raum, IRIB 2 nach dem amerikanischen und IRIB 3 nach dem asiatischen Raum.
- IRINN (Islamic Republic of Iran News Network) – der staatliche Nachrichtensender des Iran. Die Hauptsendesprache ist Persisch, zu bestimmten Zeiten werden auch Nachrichten in englischer Sprache gesendet.
- MI-TV (Mohajer) Mohajer International Television – Gesendet wird aus Deutschland in persischer Sprache.
- Iran Music – Gesendet werden persische Videoclips und Musiksendungen. Gesendet wird aus Deutschland. MITV und Iran Music sind die beiden einzigen von der Bundesrepublik Deutschland staatlich lizenzierten (iranischen) Fernsehsender in Europa.
- PMC (Persian Music Channel) – ein aus dem Exil in den Vereinigten Arabischen Emiraten sendendes Musikprogramm, welches überwiegend persische und türkische Musik spielt.
- Sahar 2 – ein weiteres staatliches Fernsehprogramm aus dem Iran auf Persisch mit englischsprachigen Sendungen am Abend.
- Tapesh 2 Musikprogramm aus Amerika, der persische und internationale Musik sendet
- weitere aus Nordamerika gesendete persische Kanäle:
  - Tapesh, Iran TV/2, IPN, Jaame Jam, Melly TV, Tamasha, EBC1, Omide Iran, PEN, Didar, NITV, ParsTV, VOA, Channel 6

### Afghanistan
- Ariana TV – 24-h-Privatsender mit Sitz in Afghanistan, weltweit empfangbar, Besitzer: Ehsan Bayat
- Ariana Afghanistan TV – erster weltweit empfangbarer afghanischer Sender, 24-h-Privatsender mit Sitz in den USA; Besitzer: Nabil G. Miskinyar
- Khorasan TV – 24-h-Privatsender mit Sitz in den USA; Besitzer: Hamed Qaderi
- RTA – Radio Television Ariana  – erstes afghanisches Staatsfernsehen aus Kabul, weltweit empfangbar
- Shamshad TV – Privatsender mit Sitz in Afghanistan, weltweit empfangbar (am 7. November 2017 von Bewaffneten überfallen, Sendungen eingestellt[1])

### Pakistan
- Ary Digital Europa
  - Unterhaltungskanal auf Urdu und Englisch
  - Urdu News, pakistanische Musiksendungen, Quizshows, Gesundheit, Filme, Serien
  - für Pakistanis in Großbritannien und Irland (europaweit empfangbar)
- ARY ONE WORLD 24 Stunden Nachrichten auf Urdu
  - News, Unterhaltung, Shows und Diskussionen mit Schwerpunkt Politik
- ARY QTV (QTV steht für QuranTV)
- ARY the Music Musikkanal aus Pakistan, sendet 24 Stunden
  - Musik, Unterhaltung, Shows usw.
  - Religiöser Sender, Koranrezitationen, Berichte mit Schwerpunkt Religion
- DM Digital – Pakistanischer Sender
  - Serien, Filme, Talkshows etc., Schwerpunkt Kahmiri-Sendungen
- DM Islam TV (Islamisches Fernsehen)
  - Sitz in England, Manchester
- Geo TV Unterhaltungskanal auf Urdu und Englisch
  - Nachrichten, Serien, Filme, Musik, Unterhaltung
- Muslim Television Ahmadiyya (MTA international)
  - Offizieller Sender der Ahmadiyya Muslim Jamaat (AMJ) mit Sitz in London
  - MTA international betreibt noch einen Kanal namens MTA Al-Arabiyya (mit Beiträgen für arabische Länder)
  - Koranrezitationen, Berichte über Religionen, Gesundheit, Sport, Wissenswettbewerbe, sendet täglich 24 Stunden, News
  - sendet zeitweise mehrsprachig: malaysisch, deutsch, englisch, urdu, arabisch, chinesisch, französisch, indonesisch, bengalisch
- Pehla Ten Sports – pakistanischer Sportkanal
  - Pehle Ten Sports zählt zu seinem Programm Cricket, Hockey, Tennis usw. (wird in Europa nicht mehr ausgestrahlt)
- Prime TV
  - Spiele (z. B. Who Wants to Be a Millionaire?), Unterhaltung, Musik, Filme, Religion, Kinderprogramm.
- PTV Global
  - Religion, Diskussionen, Musik, Englische Nachrichten, Nachrichten in Urdu, Drama-Serien, Comedy
- Venus TV – Pakistanisches Fernsehen
  - Filme in Hindi und Urdu, Punjabi, Talkshows, Serien, Dramas, Unterhaltung, Religion etc.

### Bangladesch
- ATN Bangla – Sender aus Bangladesch.
- Bangla TV – Sitz in Großbritannien
- Vectone Channel I – Sender aus Bangladesch, Indien und Pakistan
- Vectone NTV – Sender aus Bangladesch, Indien und Pakistan

### Indien
- Alpha ETC Punjabi auf Panjabi
- Asianet auf Malayalam
  - Spielfilme, Nachrichten, Musikshows
- ATN – digital empfangbar im Netz von Kabel Baden-Württemberg
- B4U – Bollywood for You
  - Nostalgische und viele aktuelle Bollywood-Filme (meist auf Hindi)
  - Telefontalk (meist mit europäischen Einwanderern aus Indien)
  - indische Musik-Evergreens und aktuelle Musikshows
- B4U Movies
  - Nostalgische und aktuelle Bollywood-Filme (meist auf Hindi)
- B4U Music
  - Musikshows, Hitparaden, indische Musik-Evergreens
  - sendet auf Astra 2 unverschlüsselt
- Brit Asia TV
  - sendet überwiegend Bhangra-Musikvideos, aber auch andere indische und europäische Popmusik
  - sendet auf Astra 2A unverschlüsselt
- Channel [V]
  - internationaler Musikkanal, sendet überwiegend für Nahost, Mittelasien, Malaysia, Hongkong und Australien
  - indische und englische Popmusik, comedyartige Shows
- Indiavision – Musik auf Malayalam
- Kairali Channel – malayalamsprachiger Musiksender aus Kerala
- MTV India – Musikvideos, indische Hitparade, Musikshows des MTV-Ablegers
- PTC Punjabi
  - sendet Bhangra-Musikvideos, Nachrichten und Filme
  - sendet unverschlüsselt auf Astra 2A
- SAB TV auf Hindi
- Sony TV Asia – Sony Entertainment Television Asia
  - Musikvideos, Musikshows, Dramen, Religion, Talent Shows, Comedy
  - Sitz in London – auf Hindi
- Star TV Gruppe

  - nicht zu verwechseln mit Star TV (Türkei)
- Star News – international sendender Nachrichtenkanal (Hindi)
- Star World – Unterhaltungskanal auf Englisch
  - sendet überwiegend für Mittelasien, Nahost, Malaysia, Indonesien, Taiwan, Japan und USA
- Star Plus – Unterhaltungskanal auf Hindi
  - für Indien und indische Einwanderer in Europa, USA, Fernost, Australien und den Golfstaaten
  - Familien- und Unterhaltungsprogramm, Comedy, Bollywood-Filme, Kindersendungen, Spielshows, Dramen, Musik
- Sun TV – Musik aus tamilischen Filmen – auf Tamilisch
- Kondattam TV – Sender auf Tamilisch
- Surya TV – sendet in Malayalam (Region Kerala)
- TTN sendet auf Tamilisch
  - Unterhaltungsprogramm, Filme, Musik, Nachrichten und Talkshows
  - sendet aus Europa (von Paris)
- Zee Cinema – meist aktuelle Bollywood-Filme, Spielfilme, auf Hindi, Tamilisch und Urdu
- Zee Music – Musik, Musikshows, Telefontalk
  - derzeit verschlüsselt
  - sendete auf der Astra 2 – Position immer mal wieder unverschlüsselt (nicht zuletzt aufgrund der starken Konkurrenz durch den Sender B4U Music)
- Zee TV
  - Bollywood-Filme, Musikshows, Nostalgie-Spielfilme und Musik,
  - meist (Hindi und Urdu), gegründet 1992, sendet seit 1995 auch für Großbritannien

### Nepal
- Nepali TV
  - Musikvideos, Serien, u. a.

### Tamil TV (Indien & Sri Lanka)
- Mathuram TV – Filme, Spielshows, Stars Interview – Entertainment
- Tharisanam TV – Nachrichten, Filme, Spielshows, Serien, Kultur, Religion, Gesundheit – Entertainment
- Cee(i)TV – tamilische Serien und Filme, Spielshows, Religion (Hinduismus), Kultur
- Deepam TV – Sitz in England,  tamilische Serien, Filme, Spielshows, Musikvideos, Religion (Hinduismus), Kultur
- Sun TV – Filme, Serien, Nachrichten, Kultur – Sitz in Indien
- KTV* – Filme, Lieder – Sitz in Indien – ein Sender von Sun TV
- SunMusic* – Filme, Lieder – Sitz in Swiss – ein Sender von Sun TV

### Sinhala TV (Sri Lanka)
- Neth Sri Lanka Info – Unterhaltung, Musik, Berichte
- Sri TV – Sitz in Italien

## Ost- & Südostasien

### Myanmar
- MRTV 3 – Birmas 3. Fernsehkanal, brachte vor Einleitung des Demokratisierungsprozesses Berichte und Nachrichten aus Sicht der Militärdiktatur (teils auf Englisch), außerdem gelegentliche Tourismuswerbung

### China, Volksrepublik
- CCTV – China Central Television
staatliche Senderkette der Volksrepublik China
derzeit 16 thematisch spezialisierten Kanälen (Wirtschaft, Sport, Musik, chinesische Oper, Spielfilme, Wissenschaft, Kunst usw.)
- CCTV 4 中国中央电视四台 – chinesischsprachiger (Mandarin) Auslandssender,
Nachrichten, Serien, Shows, Kultur, Dokumentation, Politik, Theater, traditionelle Musik und chinesische Popmusik, www.cctv.com
- CCTV 9 – englischsprachiger Auslandskanal, Nachrichten, Kultursendungen, Reiseberichte und anderes
- CCTV F – französischsprachiger Auslandskanal, Nachrichten, Kultursendungen, Reiseberichte und anderes
- NTD TV 新唐人電視台 – New Tang Dynasty Television
regierungskritischer Fernsehsender auf Mandarin, in der Volksrepublik China verboten
Serien, Lifestyle, Kultur, Dokumentation, Nachrichten, Politik, Sitz in New York City (USA)
die Regierung der Volksrepublik China beschuldigt NTD TV, Sprachrohr der Falun Gong zu sein; der Sender bestreitet dies
um die Ausstrahlung zu beenden, übt die Volksrepublik China Druck auf Eutelsat aus; Reporter ohne Grenzen kritisieren das Nachgeben von Eutelsat
- Radio China International 
staatlicher Auslandssender (chinesisch, englisch, deutsch, u. a. Sprachen)
Politik, Kultur, landestypische Musik, Sprachkurse
zwar ein Radiosender, aber von Relevanz, weil einzige deutschsprachige Berichterstattung aus VR-chinesischer Sicht
- ADTH Combo – Irdeto-2-verschlüsselter Fernsehsender

#### Hongkong
- TVBS Europe 無線衛星台 – Mediaguard-2-verschlüsselter Unterhaltungssender mit Ursprung in Hongkong, Ableger des Senders TVB, wird wie PCNE aus Großbritannien gesendet, Kantonesisch
Serien, Musik, Variety Show, Lifestyle, Kultur, Dokumentation, Nachrichten, chinese-channel.co.uk
- Phoenix Info News Nachrichten, Wetter, Sendungen auf Mandarin direkt aus Hongkong
- Phoenix Chinese News & Entertainment 鳳凰衛視歐洲臺
Serien, Nachrichten, Börse, Wetter, Asienjournal, Musik, Variety Show, Lifestyle, Kultur, Dokumentation, Politik
sendet auf Mandarin aus England, www.pcne.tv

### China, Republik (Taiwan)
- Macrovision TV 台灣宏觀電視
Sender für Überseechinesen von OCAC auf Mandarin, Taiwanisch und Hakka
Serien, Musik, Variety Show, Lifestyle, Kultur, Nachrichten, mactv.com.tw. (Memento vom 18. Oktober 2011 im Internet Archive)
- Tzu Chi Buddhistischer Sender mit NEWS, Dramaserien, Talkshows auf Mandarin und Taiwanisch
- Hwazan Satellite TV 華藏衛星電視台
Buddhistischer Sender auf Mandarin, hwazantv.com
- SET International 三立國際台
Dramaserien, Talkshows meist auf Taiwanisch, Musik, Variety Show, Lifestyle, Kultur, Dokumentation, seti.settv.net
derzeit nur als Testbild, Abschaltung geplant
- CTI TV 中天亞洲台
Dramaserien, Talkshows, Serien, Musik, Variety Show, Lifestyle, Kultur, Dokumentation, Nachrichten
verschlüsselter Sender (Irdeto 2) auf Mandarin, ctitv.com.tw
- DaAi Television 2 大愛電視
Religion, Serien, Kultur, Nachrichten
sendet unverschlüsselt auf Mandarin, newdaai.tv

### Japan
- JSTV 1 – Japan Satellite Television 1, Nachrichten auf Japanisch mit tw. englischer Übersetzung auf dem 2. Tonkanal, Spielshows, Serien, Dokumentationen, Kindersendungen, Infosendungen, Sumoringen, übernimmt teilweise Sendungen vom japanischen öffentlichen Rundfunk NHK, sendet bis auf die NHK Nachrichten und weitere wenige Ausnahmen verschlüsselt (wurde Ende Oktober 2023 eingestellt)
- JSTV 2 – Japan Satellite Television 2, sendet meist verschlüsselt, zeigt neben Infotafeln Wiederholungen von JSTV 1 und weitere Sendungen, welche mehrheitlich im Kulturellen und Bildungsbereich anzusiedeln sind, ebenso wird auf den Audiokanälen das Auslandsradio Japans ausgestrahlt. Die werktägliche Übertragung des NHK Frühstücksfernsehen erfolgt unverschlüsselt ab 22:00 Uhr deutscher (CST) Zeit. (wurde Ende Oktober 2023 eingestellt)
- NHK World-Japan – öffentliches Auslandsfernsehen Japans, meist auf Englisch, veranstaltet von NHK, u. a. über Astra empfangbar

### Südkorea
- Arirang TV World 1 – Shows, Unterhaltung, koreanische und westliche Musikvideos, Nachrichten, Kultur
- KBS World – Musikshows (koreanische Hitparade), Nachrichten, Unterhaltung aus Südkorea, für den Einzelempfang verschlüsselt (in Europa abonnierbar), in einigen Kabelnetzen wird das Signal entweder unverschlüsselt (in Deutschland z. B. im Netz von NetCologne) oder als Teil eines Betreibereigenen kostenpflichtigen Fremdsprachenpaketes eingespeist,
- CGN (Christian Global Network) – Religion, Unterhaltung, Kinderprogramme, Gospel, christliche Missionierung

### Philippinen

#### Frei empfangbare Programme
- Net25 International, Unterhaltung und Nachrichten, empfangbar über Eutelsat 9A, 9° Ost, 11938H, 27500, 3/4
- SMNI, religiöses Programm, empfangbar über Eutelsat Hotbird, 13° Ost, 12597V, 27500, 3/4
- Pinoy Extreme Philippines, Sportkanal, empfangbar über ABS1, 75° Ost, 3829H, 11111, 3/4 (ab 2 m Schüsselgröße)
- CCTN, Cebu Catholic Television Network, empfangbar über ABS1, 75° Ost, 3829H, 11111, 3/4 (ab 2 m Schüsselgröße)
- PTV News, Nachrichten und Dokus, empfangbar über ABS1, 75° Ost, 3894V, 3000, 3/4 (ab 2 m Schüsselgröße)
- Intercontinental Broadcasting Corporation IBC13, Nachrichten und Dokus, empfangbar über ABS1, 75° Ost, 3894V, 3000, 3/4 (ab 2 m Schüsselgröße)

#### Bezahlfernsehen(Pay-TV)
- OSN: Aksyon TV (Sport), TFC Middle East (Vollprogramm), ANC (Nachrichten), Kapatid TV5 (Vollprogramm), Cinema One Global, BRO (Unterhaltung)

### Thailand
In Thailand gibt es private, staatliche und armeeeigene Fernsehsender. Neben den regulär in Europa empfangbaren Sendern (TGN & DMC), sind auch Sender empfangbar, deren Footprints eigentlich nur für eine Versorgung Thailands gedacht waren. Der Empfang dieser Sender ist in Deutschland positionsbedingt nur bei absolut freier Sicht zum Horizont in Richtung des Satelliten möglich, zum Beispiel vom Dach eines Hochhauses.
- Thai Global Network – TGN
Auslandsfernsehen mit Spielshows, Hofberichterstattung (Königshaus der Chakri-Dynastie), Nachrichten, thailändische Musikvideos, Seifenopern, Kochunterricht (z. T. auf Englisch)
ausführliche Berichterstattung vom Thaiboxen (Muay Thai)
- DMC TV – Dhamma Channel
buddhistischer Religionssender
Frühstücksfernsehen, Meditationssendungen, Nachrichten, Musikvideos, diverse religiöse Sendungen, teils mit englischen Untertiteln

### Vietnam
- VTV4
vietnamesische Spielfilme und Seifenopern, Nachrichten aus Vietnam (teilweise auf Englisch), Kindersendungen, politische Selbstdarstellung der KP Vietnams
- VTC 10:
Spielfilme, Nachrichten, Shows, Kindersendungen, Dokumentationen aus Vietnam

## Ehemalige Sender
Die folgende Übersicht dokumentiert asiatische Sender, die zeitweise in Europa zu empfangen waren:
- Afghanistan
  - Ariana Int TV – Privatsender mit Sitz in Deutschland, täglich zwei Stunden (Hotbird, Frequenz 11200 bei 1.ebc) aitv.de
- Südkorea
  - Channel Sun – südkoreanische Seifenopern, Spielfilme und Serien (auch diverse aus Japan), Englischkurse für Koreaner
- Indien
  - Vectone 4 U – Vollprogramm
  - Vectone Bolly – Bollywood-Filme (Hindi)
  - Vectone India – Musik (Hindi, Tamil und andere Sprachen)
- Iran
  - Channel One
- Pakistan
  - ARY One
- Philippinen
  - PCTV – Pinoy Central TV, war Bestandteil des Bezahlfernsehpaketes „ABS-CBN“, Empfang über 5° West, PCTV zeigte Sport (z. B. Boxen) und Regionalmagazine auf Tagalog
  - Pinoy Prime – war Teil des Bezahlfernsehpaketes „Orbit“, Empfang über Arabsat (26° Ost), Unterhaltungsprogramm auf Tagalog und Englisch mit dem Material des philippinischen Privatsenders „GMA Network“
- Sri Lanka
  - Vectone Sinhala – singhalesisches Fernsehprogramm
- Thailand
  - Thai Wave – war ein Pay-TV-Sender in Europa. Dieser sendete zu Beginn vor allem thailändische Videoclips sowie Nachrichten und Seifenopern aus Thailand. Empfang analog über Eutelsat II-F3 16 Grad Ost

## Empfangsdaten

### Satellit

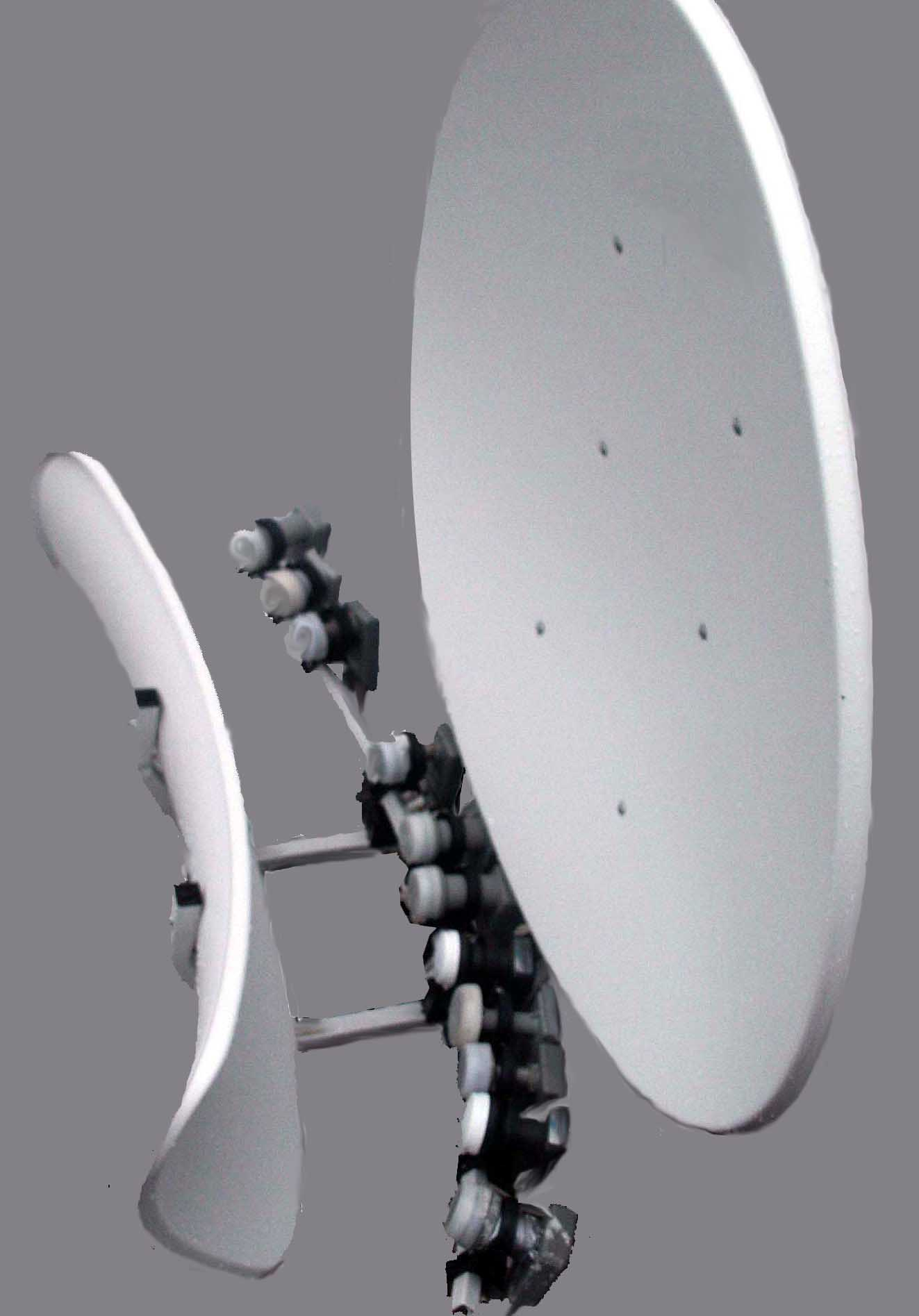
Spezialantenne zum Empfang von bis zu 16 Satellitenpositionen

Die Frequenzen ändern sich häufig, oft bereits nach einigen Monaten. Auch wechseln die Fernsehsender gelegentlich zwischen verschlüsselter und unverschlüsselter Ausstrahlung.
Die meisten Satelliten befinden sich auf Astra 2 (28,2° Ost) und auf Hotbird (13° Ost) und sind deshalb bereits mit einer Standard-Satellitenschüssel empfangbar. Beide Satellitenpositionen gleichzeitig sind in Nord- und Westdeutschland, Frankreich, Benelux und Großbritannien mit einer normalen 80-cm-Satellitenschüssel mit zwei LNBs empfangbar (Multifeedempfang). Empfangsprobleme kann es bei Programmen auf Astra 2D geben. Die Signalstärke ist innerhalb des deutschsprachigen Raumes sehr unterschiedlich. Während in Köln, Saarbrücken, Basel, Liechtenstein eine 55-cm-Satellitenschüssel ausreicht, benötigt man in Magdeburg, München, Innsbruck 1,10 m und in Berlin und Dresden bereits eine 1,70-m-Satellitenschüssel.
Noch mehr asiatisches Satellitenfernsehen lässt sich mit einer Drehantenne (mit DiSEqC 1.2 oder anderer Motorsteuerung) auf den Bildschirm holen. Mit einer feststehenden Spezialantenne und DiSEqC 1.1 oder 2.1 ist der gleichzeitige Empfang von bis zu 16 Satellitenpositionen möglich. Aber auch auf zahlreichen C-Band-Satelliten und in Kabelnetzen ist in Europa so manches Fernsehprogramm aus Asien zu finden.
| Fernsehsender                                       | frei/verschlüsselt | Satellit         | Position  | Freq. Pol. SR FEC |
| --------------------------------------------------- | ------------------ | ---------------- | --------- | ----------------- |
| Al Jazeera                                          | frei empfangbar    | Astra            | 19,2° Ost | 11568 V           |
| Asianet                                             | verschlüsselt      | Hotbird          | 13° Ost   | 12207 H           |
| Caspionet                                           | frei empfangbar    | Hotbird          | 13° Ost   | 12149 V           |
| CCTV 9                                              | frei empfangbar    | Hotbird/Astra 2C | 13° Ost   | 11034 V           |
| Iranische Staatssender                              | frei empfangbar    | Hotbird          | 13° Ost   | 12437 H           |
| PMC                                                 | frei empfangbar    | Hotbird          | 13° Ost   | 11745 H           |
| TD1                                                 | frei empfangbar    | Türksat          | 42° Ost   | 11943 V           |
| Vietnam TV 4                                        | frei empfangbar    | Hotbird          | 13° Ost   | 10949 V           |
| Phoenix Chinese News & Entertainment 鳳凰衛視歐洲臺 | frei empfangbar    | Eurobird 1       | 28,5° Ost | 11623 H 27500 3/4 |
| TVBS Europe 無線衛星台                              | Mediaguard 2       | Astra            | 19,2° Ost | 11778 V 27500 3/4 |
| NDT TV (New Tang Dynasty) 新唐人電視台              | frei empfangbar    | Hotbird          | 13,0° Ost | 10971 H 27500 3/4 |
| CCTV 4 中国中央电视四台                             | frei empfangbar    | Hotbird          | 13,0° Ost | 12149 V 27500 3/4 |
| DaAi 2 大愛電視                                     | frei empfangbar    | Telstar 12       | 15° West  | 12608 H 19279 2/3 |
| MAC TV 台灣宏觀電視                                 | frei empfangbar    | Telstar 12       | 15° West  | 12608 H 19279 2/3 |
| Hwazan Satellite TV 華藏衛星電視台                  | frei empfangbar    | Telstar 12       | 15° West  | 12608 H 19279 2/3 |
| Phoenix NewsInfo 鳳凰衛視資訊臺                     | frei empfangbar    | Telstar 12       | 15° West  | 12608 H 19279 2/3 |
| SET International 三立國際台                        | frei empfangbar    | Telstar 12       | 15° West  | 12608 H 19279 2/3 |
| ADTH Combo                                          | Irdeto 2           | Telstar 12       | 15° West  | 12608 H 19279 2/3 |
| CTI TV 中天亞洲台                                   | Irdeto 2           | Telstar 12       | 15° West  | 12608 H 19279 2/3 |

### Kabelfernsehen
Neben den in der Tabelle aufgeführten Kabelnetzen gibt es zahlreiche kleinere oder unabhängige Kabelnetze. Diese haben eine teilweise umfangreichere oder andere Senderauswahl. Häufig wird dort aber auch das Angebot für unabhängige Kabelnetzbetreiber, namens Kabelkiosk verbreitet.
Besonders viele indische, pakistanische und andere asiatische Sender finden sich in britischen Kabelnetzen.
| Fernsehsender                                       | Land                   | Kabelnetz | analog/digital  | frei/verschlüsselt                                                       |
| --------------------------------------------------- | ---------------------- | --- | --------------- | ------------------------------------------------------------------------ |
| Al Jazeera                                          | Katar                  | Vodafone Kabel Deutschland, Unitymedia, Kabel BW, Kabelkiosk, NetCologne, MBS                                | digital         | Bei Kabel BW + NetCologne + MBS unverschlüsselt, ansonsten verschlüsselt |
| ATV Avrupa                                          | Türkei                 | Vodafone Kabel Deutschland, Unitymedia, Kabel BW, Kabelkiosk, NetCologne                                     | digital         | Bei NetCologne analog+frei, ansonsten verschlüsselt                      |
| Euro Star                                           | Türkei                 | Vodafone Kabel Deutschland, Unitymedia, Kabel BW, Kabelkiosk                                                 | digital         | verschlüsselt                                                            |
| Kanal 7                                             | Türkei                 | Vodafone Kabel Deutschland, Unitymedia, Kabel BW, Kabelkiosk                                                 | digital         | verschlüsselt                                                            |
| Kanal D                                             | Türkei                 | Vodafone Kabel Deutschland, Unitymedia, Kabel BW, Kabelkiosk                                                 | digital         | verschlüsselt                                                            |
| Lig TV                                              | Türkei                 | Vodafone Kabel Deutschland, Unitymedia, Kabel BW, Kabelkiosk                                                 | digital         | verschlüsselt                                                            |
| Show Turk                                           | Türkei                 | Vodafone Kabel Deutschland, Unitymedia, Kabel BW, Kabelkiosk                                                 | digital         | verschlüsselt                                                            |
| Turkmax                                             | Türkei                 | Vodafone Kabel Deutschland, Unitymedia, Kabel BW, Kabelkiosk                                                 | digital         | verschlüsselt                                                            |
| FOX Türk (ehem. TGRT Europe)                        | Türkei                 | Vodafone Kabel Deutschland, Unitymedia, Kabel BW, Kabelkiosk, NetCologne                                     | digital         | verschlüsselt, bei NetCologne auch analog+frei                           |
| TRT Türk                                            | Türkei                 | Vodafone Kabel Deutschland, Unitymedia, Kabel BW, Kabelkiosk                                                 | analog, digital | Bei Unitymedia und Kabel BW unverschlüsselt, ansonsten verschlüsselt     |
| Samanyolu TV                                        | Türkei                 | Vodafone Kabel Deutschland, Unitymedia, Kabel BW, NetCologne                                                 | digital         | Bei Kabel BW + NetCologne unverschlüsselt, ansonsten verschlüsselt       |
| TurkShow                                            | Türkei                 | Unitymedia, Kabel BW, NetCologne                                                                             | digital         | Bei Kabel BW + NetCologne unverschlüsselt, ansonsten verschlüsselt       |
| TD1                                                 | Türkei und Deutschland | Kabelnetz Berlin (Kanal E23), Vodafone Kabel Deutschland, Kabel BW, Kabel Hamburg, Tele Columbus, NetCologne | analog, digital | unverschlüsselt                                                          |
| DIGITURK EURO                                       | Türkei                 | Kabelkiosk                                                                                                   | digital         | verschlüsselt                                                            |
| Euro Turk                                           | Türkei                 | Kabel BW | digital         | unverschlüsselt                                                          |
| ROJ TV                                              | Türkei                 | Kabel BW | digital         | unverschlüsselt                                                          |
| Mehtap TV                                           | Türkei                 | Kabel BW | digital         | unverschlüsselt                                                          |
| Habertürk TV                                        | Türkei                 | Kabel BW | digital         | unverschlüsselt                                                          |
| TV 8                                                | Türkei                 | Kabel BW, NetCologne                                                                                         | digital         | unverschlüsselt                                                          |
| Phoenix Chinese News & Entertainment 鳳凰衛視歐洲臺 | China                  | Vodafone Kabel Deutschland, NetCologne                                                                       | digital         | bei KD verschlüsselt, bei NetCologne frei                                |
| KBS World                                           | Korea                  | Kabel BW, NetCologne                                                                                         | digital         | unverschlüsselt                                                          |

## Fernseh-Sendereihe
- Zapping International auf ARTE, berichtete wöchentlich über die internationale Fernsehlandschaft, darunter auch länderbezogen über Fernsehen aus Asien